# Гутьеррес Куэвас, Хавьер
Хавьер Гутьеррес Куэвас (исп. Javier Gutiérrez Cuevas; род. 11 сентября 1986 года в городе Игуалада, Испания) — испанский лыжник, член олимпийской сборной Испании по лыжным гонкам на зимних Олимпийских играх 2010.

## Результаты
На зимних Олимпийских играх 2010 занял 69-е место в гонке на 15 км свободным стилем.
Лучший результат на кубках мира — 19-е место в эстафете 4×10 км на этапе в Норвегии в 2007 году. Лучший индивидуальный результат — 61-е место на дистанции 15 км на этапе кубка мира в Италии в 2009 году.